# Цапперт, Бруно
Бруно Цапперт (нем. Bruno Zappert; 28 января 1845, Вена — 31 января 1892) — австро-венгерский писатель

, драматург и журналист еврейского происхождения.

## Биография
Родился в семье богатых торговцев. После окончания гимназии, в 1862 году поступил в Венскую коммерческую академию для продолжения дела своего отца. Однако безвременная смерть родителя изменила его планы, и он стал занимался издательским бизнесом в Вене. Позже посвятил себя журналистике, драматургии и литературе.
Редактировал «Wiener Leben» (с 1879 года), «Лангер» «Ганс Юргель» (1885—1886) и иллюстрированный «Винер Веспен» (1886—1887), сотрудничал с другими венскими журналами как фельетонист. Сотрудничал с венскими театрами, написал много комических и актуальных песенок для сцены, а также пьесы.

## Творчество
Дебютировал в 1870 году, под псевдонимом Zeno Brunner с фарсом «Zwischen zwei Uebeln». За ним последовал ряд других оперетт, фарсов, пародий, сценических обозрений, феерий, комедий и драм.
С 1879 г. Б. Цапперт был редактором венских юмористических изданий, издавал «Wiener Leben». Состоял постоянным драматургом при венском Карл-театре. Большинство его произведений, написанных в лёгком жанре, положены на музыку и с успехом шли в австрийских театрах.

## Избранные произведения
- «Zwischen Zwei Uebeln» (1870, музыкальный фарс в одном действии)
- «Die Czarin» (1872, оперетта в трех действиях)
- «Ein Hochgeborener» (1877, популярная пьеса в трех действиях)
- «Ein Junger Drahrer» (1878, музыкальный фарс в 3 действиях)
- «Rinicherl» (1878, пародия в одном действии)
- «Cri-cri» (1879, музыкальная картина в одном действии)
- «Die Glöckerln am Kornfeld» (1879, пародия)
- «Ein Böhm in Amerika» (1880, бурлеск)